# Pholidocarpus sumatranus
Pholidocarpus sumatranus är en enhjärtbladig växtart som beskrevs av Odoardo Beccari. Pholidocarpus sumatranus ingår i släktet Pholidocarpus och familjen Arecaceae. Inga underarter finns listade i Catalogue of Life.